# Le pietre di Venezia
Le pietre di Venezia (titolo originale: "The Stones of Venice") è un trattato in tre volumi sull'arte e sull'architettura veneziana scritto dallo storico dell'arte inglese John Ruskin, pubblicato per la prima volta dal 1851 al 1853.
Le pietre di Venezia esamina l'architettura veneziana in dettaglio, descrivendo ad esempio oltre ottanta chiese. Discute l'architettura dei periodi veneziani bizantino, gotico e rinascimentale e delinea una storia generale della città.
Quest'opera ha esercitato un notevole influsso sulla poetica di Marcel Proust, peraltro autore di una traduzione in francese de Le pietre di Venezia.

## Opinioni su arte e società
Oltre ad essere storico dell'arte, Ruskin era pure un riformatore sociale. Decise di dimostrare come l'architettura veneziana esemplificasse i princìpi esposti nel suo precedente The Seven Lamps of Architecture ("Le sette lampade dell'architettura"). Nel capitolo "La natura del gotico" (dal volume 2), Ruskin espone i suoi punti di vista su come si dovrebbe organizzare la società.
«Vogliamo che un uomo pensi sempre, e un altro sia sempre al lavoro, e noi chiamiamo l'uno un gentiluomo e l'altro un lavoratore; mentre l'operaio dovrebbe spesso pensare, e il pensatore spesso lavorare, ed entrambi dovrebbero essere signori, nel senso migliore del termine. Così com'è, rendiamo entrambi indolenti, l'uno invidioso, l'altro sprezzante, verso suo fratello; e la massa della società è composta da pensatori morbosi e lavoratori miserabili. Ora è solo con il lavoro che il pensiero può essere reso sano, e solo con il pensiero che il lavoro può essere reso felice, e le due cose non possono essere separate impunemente».

## Ricerca e pubblicazione
Ruskin aveva visitato Venezia in precedenza, ma vi si recò due volte con sua moglie Effie espressamente per le ricerche preliminari al libro. La prima di queste visite avvenne nell'autunno 1849-50. Il primo volume de Le pietre di Venezia apparve nel 1851 e Ruskin passò un altro inverno nella città lagunare svolgendo ricerche per il secondo tomo. I suoi metodi di ricerca contemplavano schizzi e fotografie (dal 1849 aveva acquistato una fotocamera che gli permetteva di acquisire dagherrotipi).

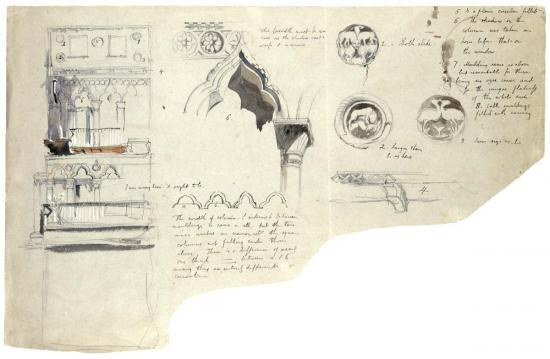
Schizzo di un dettaglio architettonico
eseguito da John Ruskin per The Stones of Venice.

### Storia della pubblicazione

#### Prime edizioni
- (EN) The Stones of Venice. Volume the First. The Foundations, Londra, Smith, Elder & Co., 1851.
- (EN) The Stones of Venice. Volume the Second. The Sea-stories, Londra, Smith, Elder & Co., 1853.
- (EN) The Stones of Venice. Volume the Third. The Fall, Londra, Smith, Elder & Co., 1853.

#### Edizioni condensate
Sono state pubblicate varie edizioni abbreviate del libro, tra cui quella edita da J. G. Links, uscita negli USA nel 1960.

#### Traduzioni italiane
- John Ruskin, Le pietre di Venezia, BUR Biblioteca Universale Rizzoli, 1987.